# Isla de Amelia
La Isla de Amelia (antiguamente, Amalia, para los españoles) es la más meridional de las Islas del Mar, una cadena de islas de barrera que se extiende a lo largo de la costa este de los Estados Unidos, desde Carolina del Sur y Georgia hasta Florida.
Tiene unos 21 km (13 millas) de largo y aproximadamente 6 km (4 millas) de ancho en su punto más ancho. La isla de Amelia está situada al norte de Jacksonville y al sur de la isla Cumberland (Georgia), y es la única en la costa de Florida en el condado de Nasáu. Fernandina Beach, la fortaleza colonial de San Carlos y el asentamiento de Amelia están situados en la isla.

## Historia

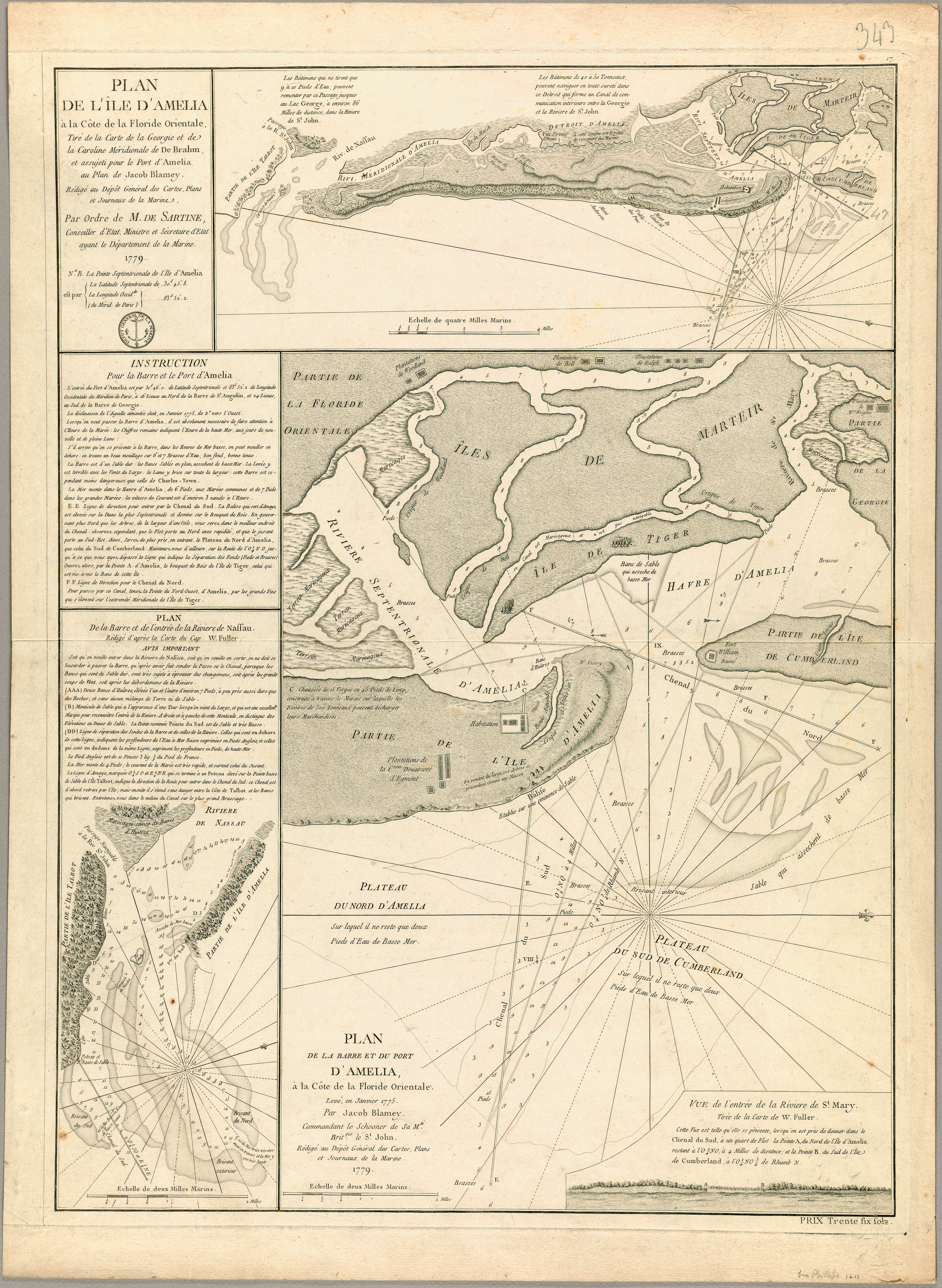
Carta náutica de la Isla de Amelia, 1799

Bandas de indígenas asociados con los timucuas se establecieron en la isla, que llamaron Napoyca, cerca del año 1000. Ellos permanecieron hasta el principio del siglo XVIII.
Tras las exploraciones de Lucas Vázquez de Ayllón (1521) de la costa atlántica de los actuales EE. UU., en la segunda mitad del siglo XVI tuvieron lugar intentos de ocupación francesa de esta parte del virreinato de Nueva España. Del empeño fallido de los hugonotes franceses por establecer la Florida Francesa data la denominación de Île de Mai por Jean Ribault (1562). En 1565 Pedro Menéndez de Avilés expulsó a los hugonotes de La Florida española, arrasando fuerte hugonote Caroline (actual Jacksonville, Florida). 
El primer asentamiento en la isla fue la misión Santa María de Sena (1573) fundada por los Franciscanos españoles y habitada por los indígenas mocama. La misión pertenecía a la extensa red de más de cien misiones en la Florida española  Otras denominaciones del río Saint Mary fue río de San Juan o río Santa María. 
En el último tercio del siglo XVII comenzaron las amenazas anexionistas inglesas con el establecimiento al norte de la Florida española de la colonia inglesa de Carolina. En 1680 una incursión inglesa devastó la misión de Santa Catalina de Guale (actual St. Catherines, condado de McIntosh en Georgia), y los indígenas cristianos guale fueron acogidos en las misiones de isla Amelia, Santa María de Sena y Santa Catalina. Los ataques ingleses no cesaron y en 1702 la invasión promovida por gobernador británico James Moore arrasó ambas misiones en la conocida como masacre de Apalache, desplazando a sus vecinos al sur. El avance inglés de James Edward Oglethorpe comprendió un nuevo nombre para la isla, isla de Amelia, en honor a la princesa Amelia hija de Jorge II de Gran Bretaña.Los ingleses fueron derrotados por el ejército español en fuerte Mosé (1740) y con el fracaso del sitio a San Agustín (1740). 
En época de la Florida inglesa (1763-1784), la proclamación real de 1763 estableció el río Santa María como el límite noreste de Florida Oriental.Recobrada la soberanía española de isla Amelia, en 1795 Richard Lang al servicio de Francia atacó la guarnición de isla de Amelia, siendo derrotado por Carlos Howard. La recurrente amenaza de los enemigos de España dio lugar a la planificación de la fortificación de isla Amelia por los ingenieros Pedro Díaz de Berrio y Francisco Cortázar.

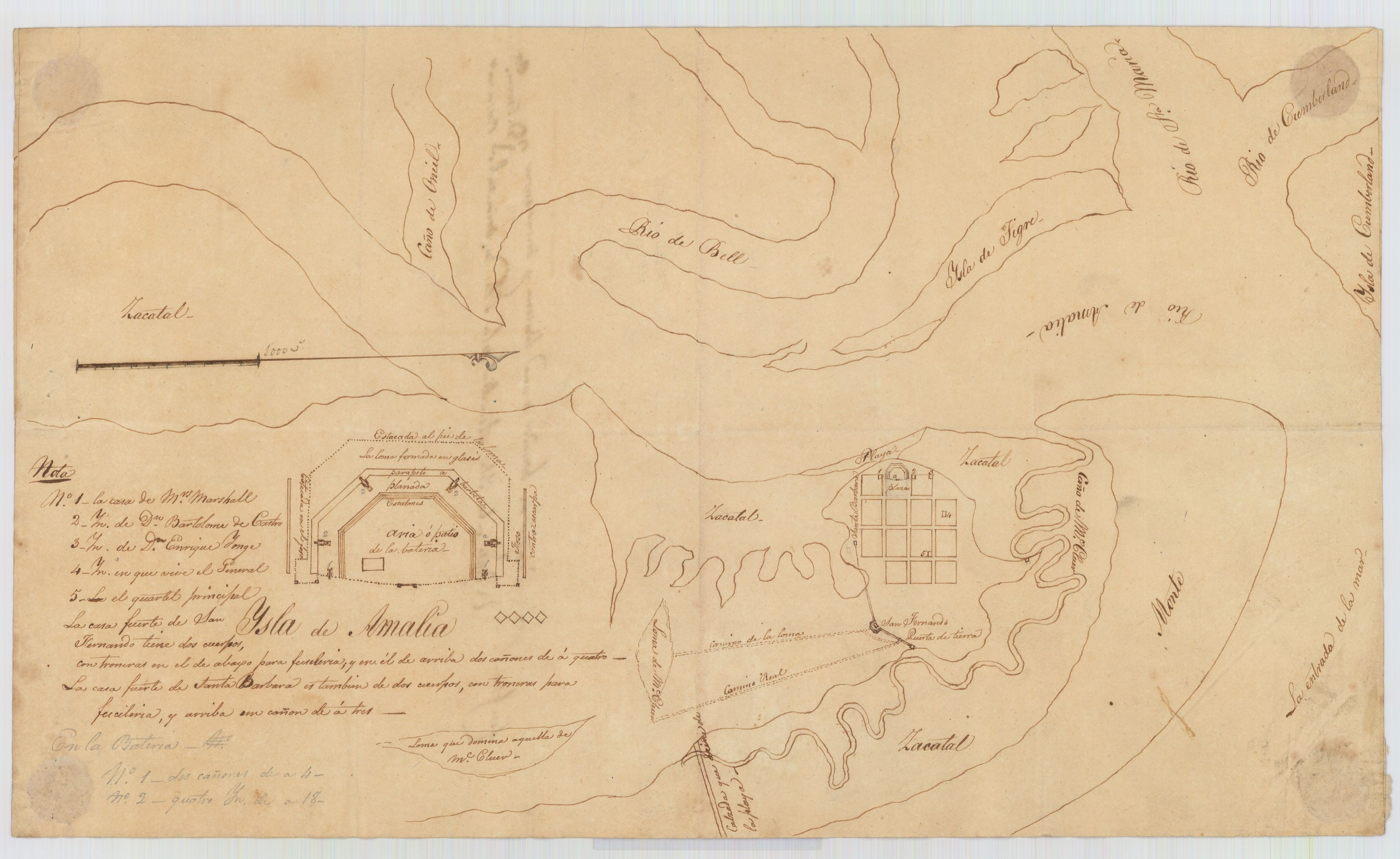
Croquis de Isla Amelia por D. Francisco Cortazar
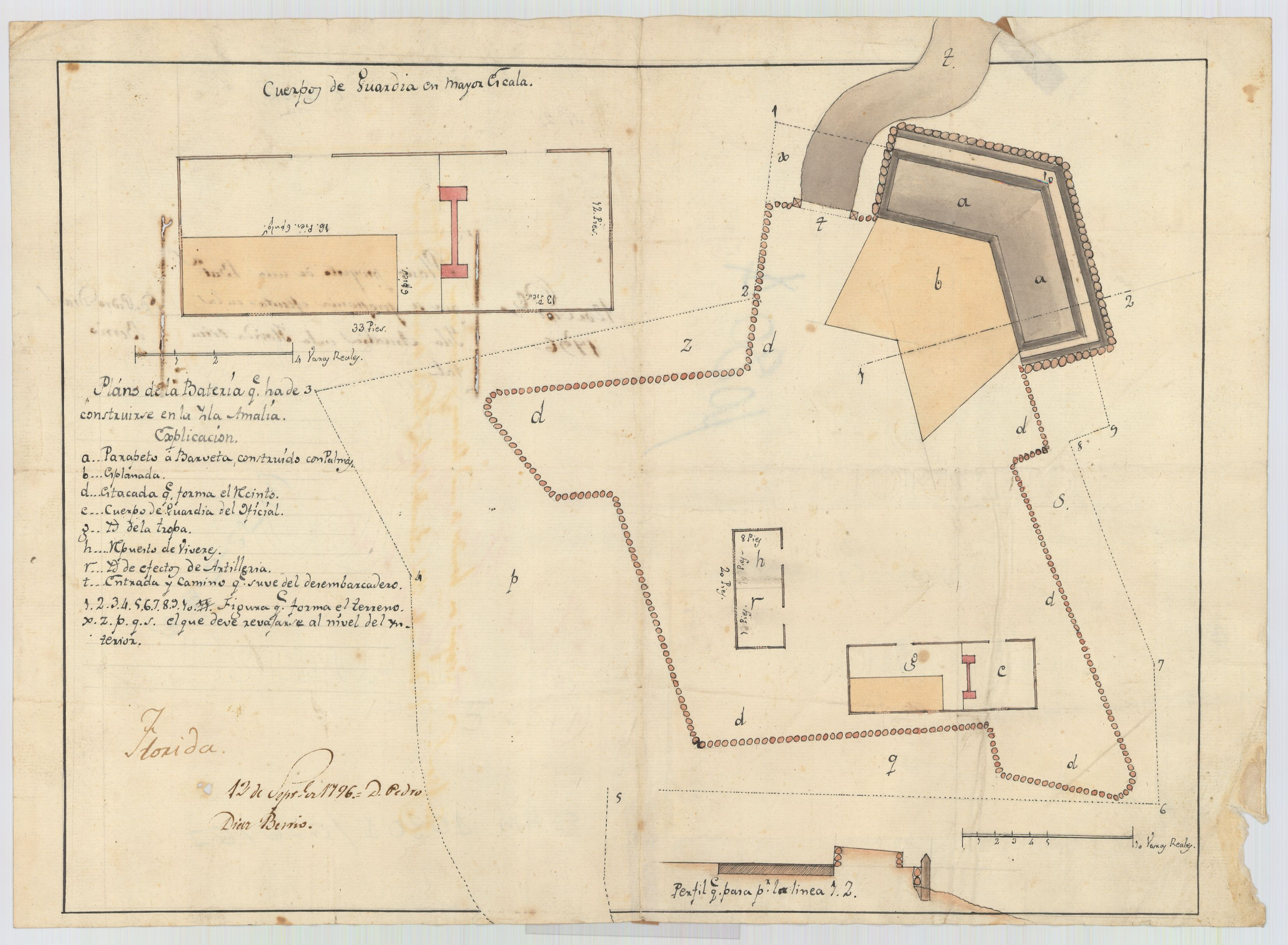
Batería por D. Pedro Diaz Berrio
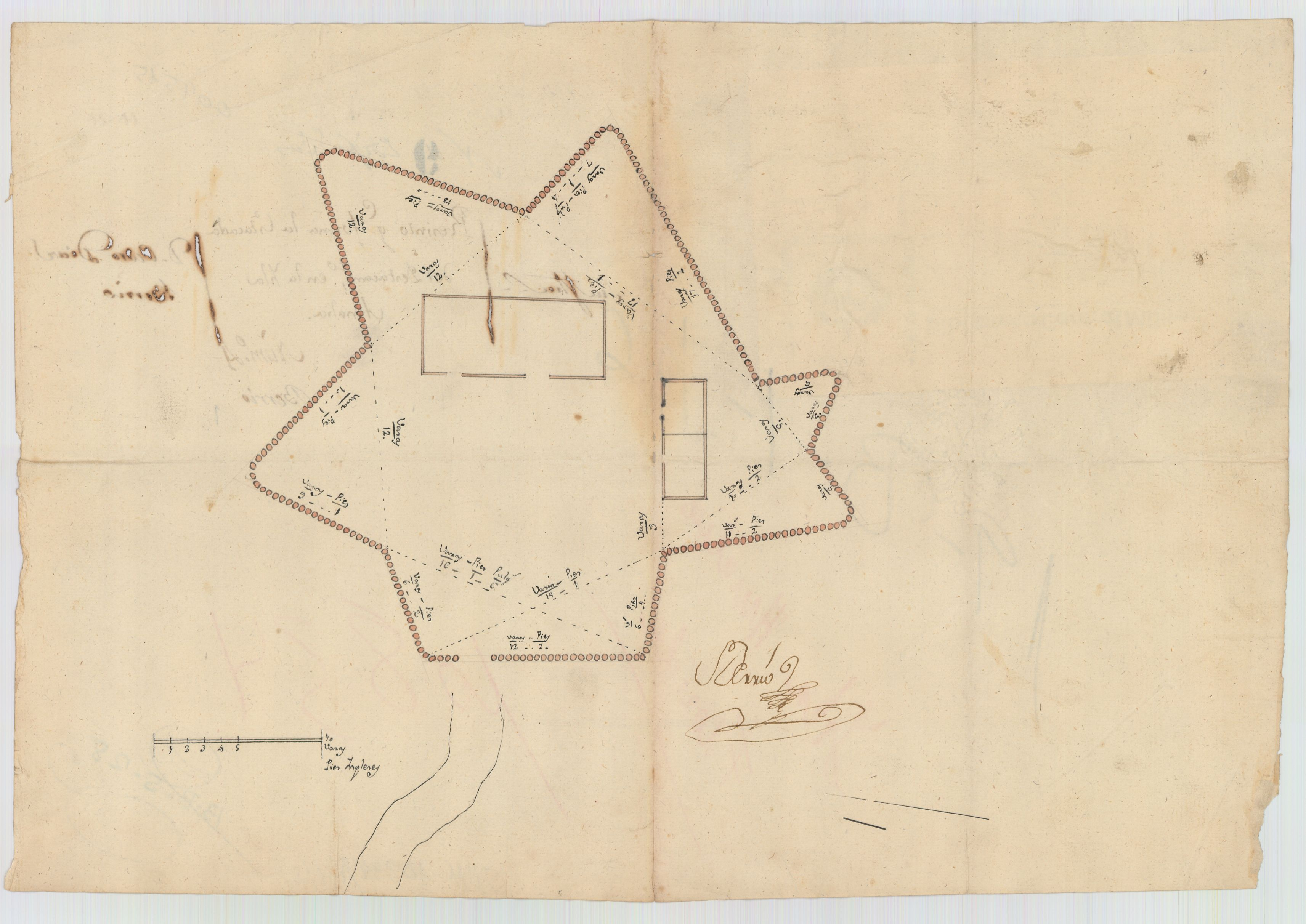
Recinto de Estacas. D. Pedro Diaz Berrio
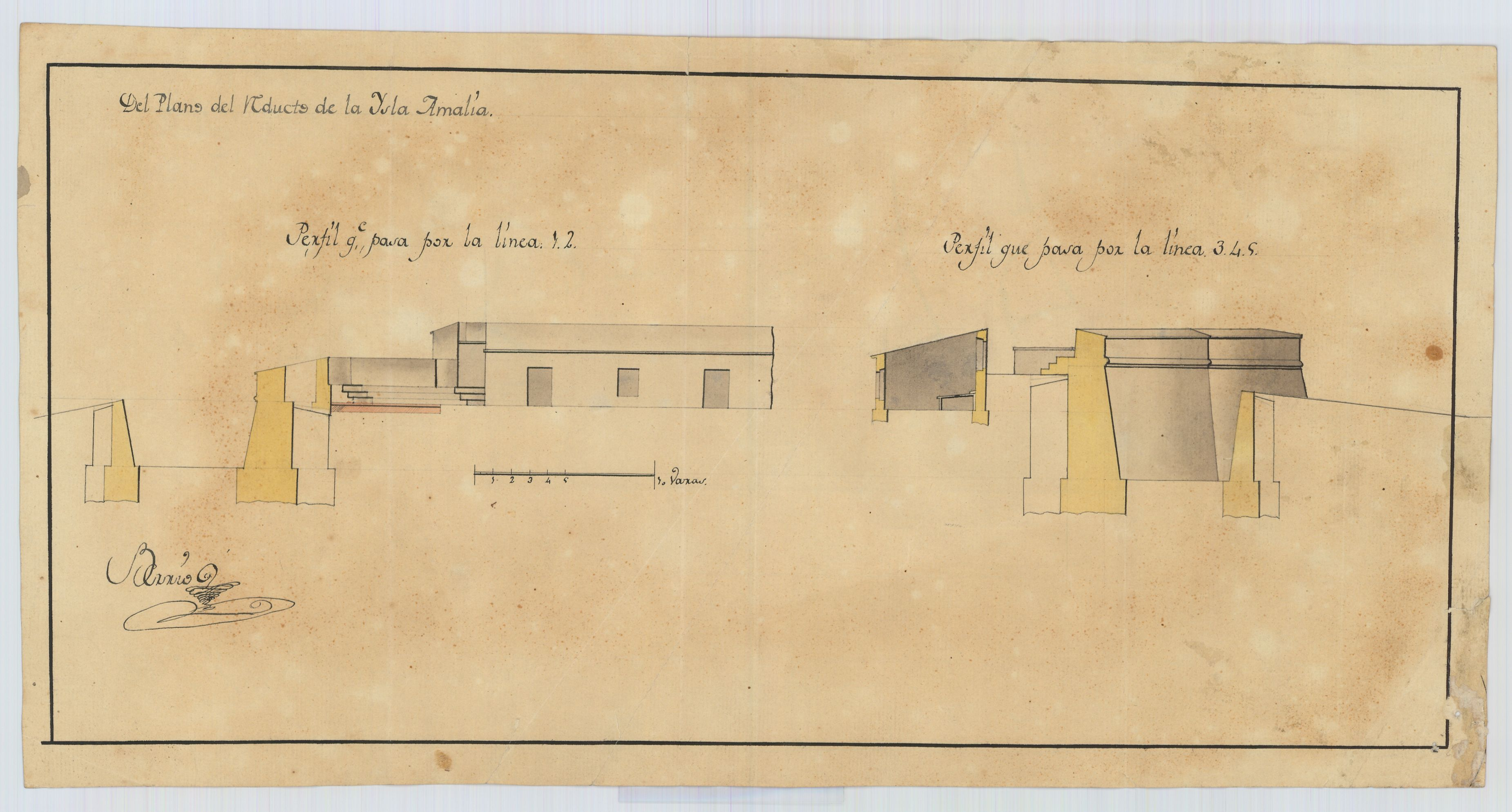
Reducto en la Isla Amelia. D. Pedro Diaz Berrio

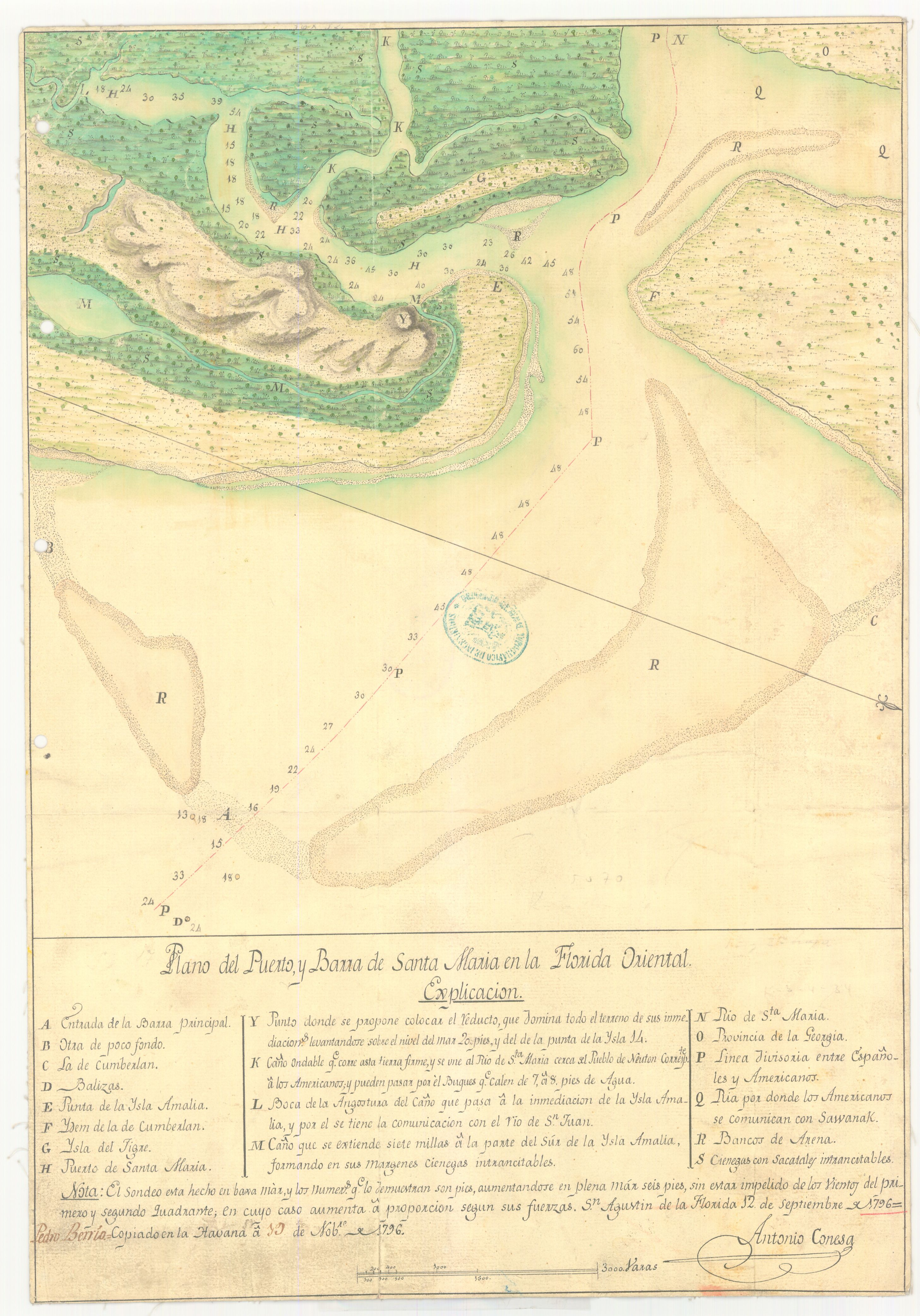
Plano del Puerto y Barra de Santa María en la Florida Oriental / Antonio Conesa ; copiado en la Havana [sic] a 19 Nobre. de 1796 Pedro Berrio
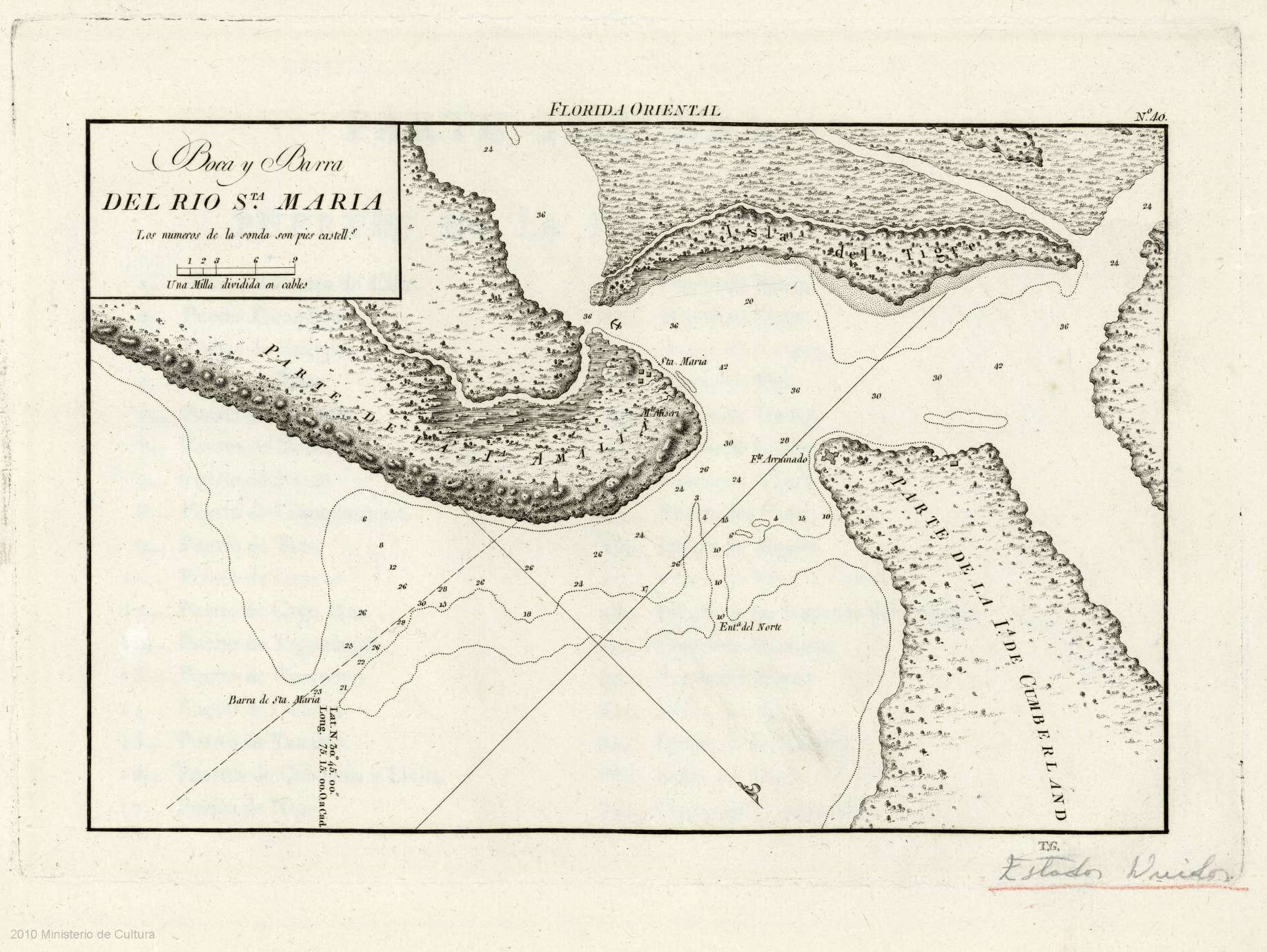
Boca y barra del rio Santa Maria. Presenta la desembocadura del río con parte de las islas Amalia, Cumberland y Tigre.

Durante la inestabilidad política de la invasión francesa de España, la Florida española e isla Amelia fueron objetivo tanto de los EE. UU. como de las naciones americanas en guerra de independencia. En 1813 el gobernador de Florida española Sebastián Kindelan mandó expulsar a los estadounidenses de la isla en las dos incursiones armadas que llevaron a cabo para anexionarse la isla.Además, en 1817 el mercenario Gregor MacGregor, al servicio de EE. UU. y los independentistas venezolanos, ocupó el fuerte San Carlos de Fernandina, punto desde donde España intervenía la ayuda estadounidense rumbo a Venezuela con destino a la guerra de independencia contra España. Expulsado MacGregor, acusado de traición por proclamar la república de Las Floridas, México también intentó anexionarse La Florida. Los independentistas mexicanos financiaron la expedición de Louis-Michel Aury, quien fue expulsado por tropas de EE. UU. ese mismo año.

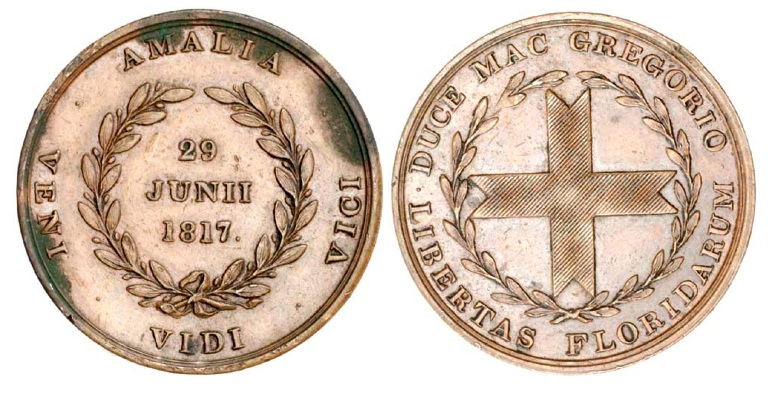
Medallón conmemorativo con el motivo de la Cruz Verde y las inscripciones en latín Amalia Veni Vidi Vici ("Amelia, vine, vi, vencí") y Duce Mac Gregorio Libertas Floridarium ("Libertad para las Floridas bajo el liderazgo de MacGregor"). Emitido en 1817 en las Bahamas

Bajo soberanía de los EE. UU., en 1895 se empleó durante la guerra hispano-estadounidense como punto de apoyo por los EE. UU. a José Martí con la mediación del cónsul español Nathaniel Barnett Borden, quien fue destituido al conocerse su apoyo a los insurgentes.En 1897 hubo un auge en la búsqueda de tesoros tras el hallazgo de un tesoro de 45.000 pesos en antiguos doblones españoles.